# Базој е Менил
Базој е Менил (фр. Bazoilles-et-Ménil) је насељено место у Француској у региону Лорена, у департману Вогези.
По подацима из 2011. године у општини је живело 115 становника, а густина насељености је износила 19,93 становника/km².

## Демографија
| 1962. | 1968. | 1975. | 1982. | 1990. | 2011. |
| ----- | ----- | ----- | ----- | ----- | ----- |
| 165   | 174   | 183   | 199   | 178   | 115   |